# Кант, Иммануил
Иммануи́л Кант (нем. Immanuel Kant [ɪˈmaːnu̯eːl ˈkant]; 22 апреля 1724, Кёнигсберг, Пруссия — 12 февраля 1804, там же) — немецкий философ, один из центральных мыслителей эпохи Просвещения. Всесторонние и систематические работы Канта в области эпистемологии, метафизики, этики и эстетики сделали его одной из самых влиятельных фигур в западной философии Нового времени.
В своей доктрине трансцендентального идеализма Кант утверждал, что пространство и время — это просто «формы интуиции», которые структурируют весь опыт, и поэтому, хотя «вещи-в-себе» существуют и вносят вклад в опыт, они, тем не менее, отличны от объектов опыта. Из этого следует, что объекты опыта — это просто «видимости», и что природа вещей, как они есть сами по себе, следовательно, нами непознаваема. Пытаясь противостоять скептицизму, который он обнаружил в трудах философа Дэвида Юма, написал «Критику чистого разума» (1781—1787), одну из своих самых известных работ. В ней он разработал свою теорию опыта, чтобы ответить на вопрос, возможно ли синтетическое априорное знание, которое, в свою очередь, позволило бы определить пределы метафизического исследования. Кант провёл параллель с коперниканской революцией в своём предложении о том, что объекты чувств должны соответствовать нашим пространственным и временным формам интуиции и, следовательно, мы можем иметь априорное познание объектов чувств.
Кант считал, что разум также является источником морали и что эстетика возникает из способности незаинтересованного суждения. Взгляды Канта продолжают оказывать большое влияние на современную философию, особенно в области эпистемологии, этики, политической теории и постмодернистской эстетики. Осуществлённый им синтез эмпирического реализма и трансцендентального идеализма позже будет сравнен с «коперниканским переворотом». Он попытался объяснить взаимосвязь между разумом и человеческим опытом и выйти за рамки того, что он считал ошибками традиционной философии и метафизики. Он хотел положить конец тому, что он считал эрой бесполезных и спекулятивных теорий человеческого опыта, одновременно сопротивляясь скептицизму таких мыслителей, как Юм. Он считал себя указателем выхода из тупика между рационалистами и эмпириками, и существует мнение, что он синтезировал обе традиции в своей мысли.
Кант был сторонником идеи, что вечный мир может быть обеспечен посредством всеобщей демократии и международного сотрудничества, и что, возможно, это может быть кульминационным этапом мировой истории. Природа религиозных взглядов Канта продолжает оставаться предметом исследовательских споров, причём точки зрения варьируются от впечатления, что он перешёл от ранней защиты онтологического аргумента в пользу существования Бога к принципиальному агностицизму, к более критическим трактовкам, воплощенным Шопенгауэром, который критиковал императивную форму кантианской этики как «богословскую мораль» и «замаскированный Декалог Моисея», и Ницше, который утверждал, что у Канта была «богословская кровь», и он был просто изощренным апологетом традиционной христианской веры. Помимо своих религиозных взглядов, Канта также критиковали за расизм, представленный в некоторых из его менее известных статей, таких как «О применении телеологических принципов в философии» и «О различных человеческих расах». Хотя он был сторонником научного расизма на протяжении большей части своей карьеры, взгляды Канта на расу значительно изменились за последнее десятилетие его жизни, и он в конечном итоге отверг расовые иерархии и европейский колониализм в книге «К вечному миру: Философский проект» (1795).
При жизни Кант опубликовал другие важные работы по этике, религии, праву, эстетике, астрономии и истории. К ним относятся «Всеобщая естественная история» (1755), «Критика практического разума» (1788), «Критика способности суждения» (1790), «Религия в пределах только разума» (1793) и «Метафизика нравов» (1797).

## Биография

### Детство и юность (1724—1740)

#### Семья и раннее детство
Иммануил Кант родился 22 апреля 1724 года в городе Кёнигсберг, Пруссия. Отец Канта, Иоганн Георг Кант (1682—1746) родился в семье шотландских эмигрантов в Мемеле, в то время самом северо-восточном городе Пруссии (ныне Клайпеда, Литва) и работал шорником. Мать Канта, Анна Регина Рейтер (1697—1737; возможно, также Доротея), была немкой и умерла, когда Канту было всего 14 лет. Родилась она в Кёнигсберге в семье шорника, переселенца из баварского города Нюрнберга.
Георг Кант владел домашней мастерской, где и работал. Семья не была слишком богатой, однако пользовалась определённым местом в общественной иерархии. Кант по праву своего рождения стал членом гильдии шорников, к которой относился Георг. Семья жила в трёхэтажном доме на окраине города. Иммануил был четвёртым ребёнком Георга и Анны, но к его рождению в живых осталась только его пятилетняя сестра. Из пяти рождённых после Иммануила детей лишь трое пережили раннее детство. Ни с кем из них философ особенно близок не был. У Иммануила Канта также был младший брат Иоганн Генрих Кант (1735—1800), который стал протестантским пастором в Курляндии. У Канта также была племянница Генриетта Кант (1783—1850), которая вышла замуж за барона, курляндского дворянина и землевладельца Фридриха фон Стюарта (1761—1842).
Есть мнение, что предки Канта по отцовской линии получили свою фамилию от литовской деревни Кантвагген (ныне часть Прекуле) и имели куршское происхождение.
Семья Иммануила была религиозной, особенно это касалось Регины, которая являлась пиетисткой (движение внутри лютеранства, распространённое среди малообразованных горожан Кёнигсберга в те времена). Пиетистские общины подвергались дискриминации со стороны ортодоксального духовенства и администрации города. Сообщество пиетистов находилось в тяжёлом положении и после прибытия в город Франца Шульца, немецкого богослова, который был знаком с семьёй Канта и часто приходил к ним в гости. Иммануил вместе со своими братьями и сёстрами посещал библейские уроки Шульца. Кант уважал образ жизни своих родителей, однако это не связано с теологией. Нет также оснований полагать, что раннее знакомство с пиетизмом оставило какой-либо значительный след на последующем мировоззрении и философии Канта. Окраины Кёнигсберга не были безопасным местом для жизни. Наводнения, пожары и прочие бедствия часто преследовали жителей. Старый дом семьи Кантов сгорел в 1769 году.
При рождении Иммануила семья жила относительно благополучно, однако дела семьи пошли на спад по мере взросления мальчика. Его дед умер 1 марта 1729 года, и семье пришлось взять ответственность за его бизнес. В 1733 году вся семья переехала в дом требующей ухода бабушки Иммануила, которая потеряла средства к жизни после смерти своего супруга. На новом месте финансовое состояние Кантов постоянно ухудшалось; этому способствовал и возраст Георга, и возросшая конкуренция. В 1730—1740-х годах Георгу стало слишком тяжело зарабатывать деньги, он не мог позволить семье сытное питание. Тем не менее во взрослом возрасте Иммануил Кант, исходя из рассказов знакомых, был благодарен воспитанию, полученному в своём доме. Он описывал своих родителей как честных, «нравственных и порядочных людей». Описывая свою мать, Кант представлял её как правоверную и заботливую женщину, «заложившую первый росток добра» в личность Канта. В 1735 году умерла его бабушка, а 18 декабря 1737 года — и Регина Рейтер в возрасте 40 лет. Со смертью матери проблемы с деньгами становились всё сильнее. В 1740 году дом семьи начал значиться «бедным», что позволяло платить сниженную налоговую ставку. Они получали помощь от других людей и родственников; в частности, дрова от благотворителей. Несмотря на вышеизложенное, будущий переписчик Иммануила Канта — Эхргот Васянски — отметил, что семья была бедна, но не настолько, чтобы остро нуждаться в чём-либо.

#### Школьные годы

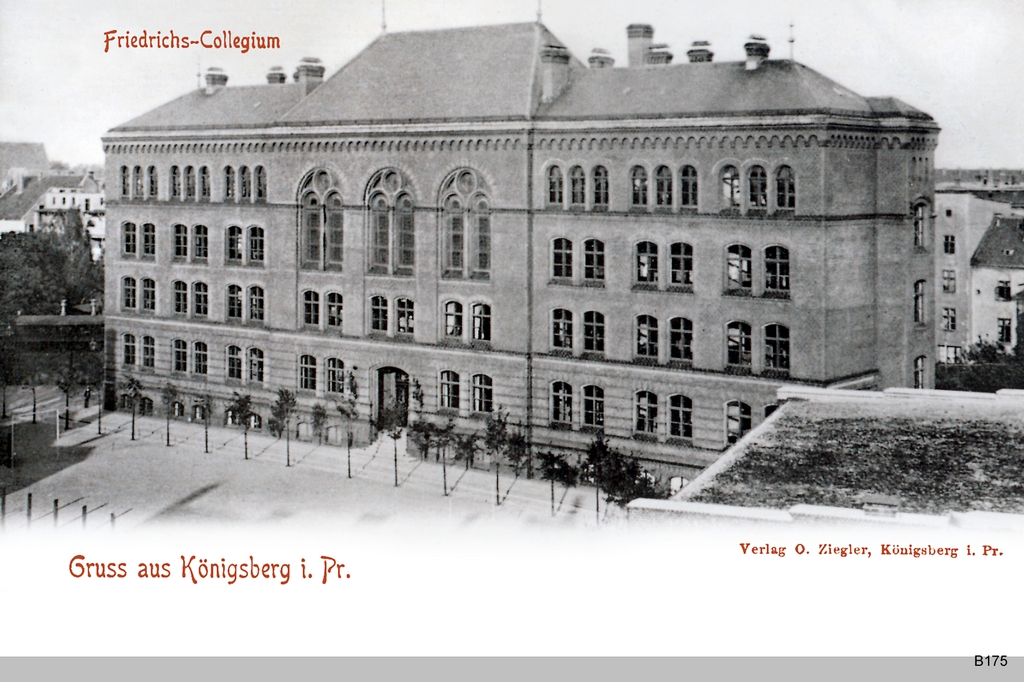
Вид на Фридрихс-Коллегиум

Иммануил Кант непродолжительное время обучался в окраинной школе при хосписе Святого Георгия. Франц Шульц находил Канта способным ребёнком и порекомендовал родителям перевести ребёнка для изучения богословия в престижную гимназию, в так называемый «Фридрихс-Коллегиум». Летом 1732 года восьмилетний Иммануил перевёлся в это учебное заведение, известное своей пиететской направленностью. Дети в нём обучались христианским ценностям, в учёбе делался упор на гуманитарные науки. Его выходцы готовились к высоким церковным и гражданским должностям, поэтому для многих бедных семей Коллегиум был своего рода «социальным лифтом». Иммануил был занят школьными делами большую часть школьного периода жизни; практически большую часть учебного года не было никаких выходных, кроме как в воскресенье. Внутренняя разбивка на классы мешала детям заводить прочные отношения друг с другом. В гимназии Кант изучал древние языки и Библию, философию, логику и прочие предметы. Ему тяжело давалась теология, но тем не менее по выходе из гимназии он обладал обширными знаниями в этой области. Там он получил знания о древнегреческой философии и литературе — в частности, студенты читали хрестоматию Иоганна Геснера, в которой содержались отрывки Аристотеля, Геродота, Ксенофонта, Плутарха и других философов. Также изучению подлежали древнегреческие литераторы: Гомер, Пиндар и Гесиод.
Кант хорошо владел латынью и читал классических авторов во внеурочное время. На протяжении всей жизни он высоко ценил творчество древних авторов, таких как Луций Сенека, Лукреций и Гораций. Даже в преклонном возрасте он мог цитировать по памяти многих авторов. Интерес к древней литературе подогревался учителем латыни, которого Кант очень почитал. Уроки каллиграфии ему нравились менее всех других, по ним он регулярно получал низкие отметки. Возможно, Кант умел по меньшей мере читать тексты на французском языке, поскольку посещал необязательный курс французского языка в гимназии. В английском языке он не имел серьёзных навыков, поскольку тот не входил ни в программу гимназии, ни в программу университета, в который поступит Кант.
Во взрослом возрасте Иммануил Кант негативно относился к обучению в гимназии и с «ужасом и страхом» вспоминал об этих годах, приравнивая своё школьное образование к рабству. Он критически описывал такие моменты воспитания, как необходимость вести так называемый «учёт души» — эссе, в котором каждый ученик регулярно должен был описывать своё душевное состояние. Он говорил, что подобное «наблюдение за собой» приводит к помешательству. Атмосфера строгости и наказаний царила в заведении, хотя сам Иммануил, вероятно, не подвергался частым наказаниям, поскольку практически по всем предметам имел высокие баллы. И всё же он плохо отзывался обо всех своих учителях, за исключением учителя латыни, вспоминал жестокость и телесные наказания в отношении учащихся. Иммануил окончил Фридрихс-Коллегиум в 1740 году. В том же году Кёнигсберг посещал король Пруссии Фридрих II для своей коронации . В конечном итоге зрелый Кант отверг пиетиетскую доктрину, связывая её с «рабским мышлением».

### Студенчество (1740—1755)

#### Университетская жизнь

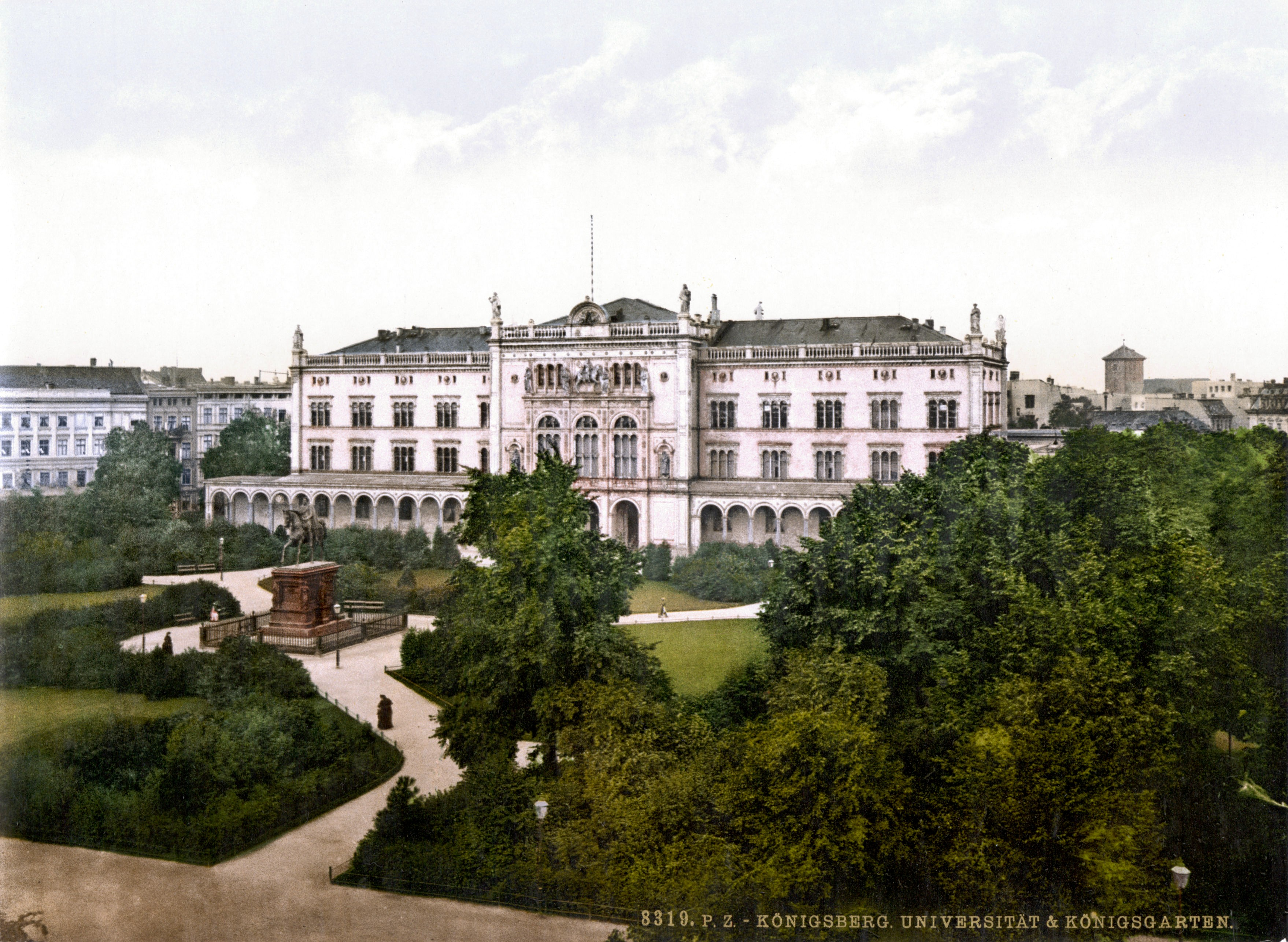
Изображение Кёнигсбергского университета на открытке XIX века

Поступив в Кёнигсбергский университет в 16 лет, Кант впервые за долгие годы получил свободу в учении. Он съехал из родительского дома и поселился в собственном жилье. Став студентом, Кант приобрёл статус «гражданина академии», который тогда действовал в Пруссии. Это означало, что Кант отныне находится под юрисдикцией университета и фактически не должен исполнять повеления властей города или государства. Он также освобождался от воинской службы. Официальное зачисление в реестр студентов свершилось 24 сентября 1740 года. Фактически это означало переход из гильдии ремесленников в гильдию учёных, которые были значительно ближе к знати, чем простые торговцы. Становясь студентом, каждый должен был принести присягу на верность стране и религии, а к такой присяге допускались лишь лютеране, и чуть позже реформаторы. Кант же был освобождён от такой процедуры и был зачислен в студенты с обещанием подчиняться правилам. Поступая на факультет, Кант должен был выступить перед деканатом и показать свои знания в области логики, древней литературы, чтении Моисея и двух Евангелий в оригинале и общей эрудиции. Он успешно справился со вступительным испытанием. Точно неизвестно, на какую специальность поступил Кант, однако философию преподавали всем студентам вне зависимости от их интересов. Студент нашёл своё увлечение в философии и сильно преуспел в ней. Он давал уроки философии некоторым студентам и даже имел с этого некоторый доход. В университете он познакомился с Иоганном Вломером, с которым в одно время делил квартиру. В те времена молодой философ жил весьма экономно, но не испытывал нужды в чём-либо, а многие потребности, такие как обновление одежды, если Кант не имел возможности приобрести её сам, на себя брало студенческое братство. После переезда Вломера в Берлин другой студент, Кристоф Бернард Калленберг, предложил Канту бесплатное проживание и оказывал поддержку. Некоторую помощь оказывал также Рихтер, дядя Иммануила. Учёба для него была превыше всего; в розыгрышах, пьянках, драках и прочих студенческих развлечениях он не участвовал. Уже тогда многие новые ученики предпочитали держаться Канта, помогавшего им в учёбе. Многие младшекурсники уважали будущего философа и брали с него пример. Студентом Кант увлекался философией Мишеля де Монтеня, многие отрывки из которого он знал наизусть. Редким развлечением была игра со своими друзьями в бильярд, в который он часто выигрывал деньги. Кант посещал даже лекции по теологии Шульца: он стремился к любому знанию, даже не связанному с его непосредственными интересами. Также он слушал лекции Иоганна Кипке — его работы в области философии произвели впечатление на Канта. Одним из самых известных и почитаемых философов, у которых учился Кант, был Мартин Кнутцен. Несмотря на то, что Кнутцен ни разу не упоминается в трудах Иммануила Канта, принято считать, что он оказал значительное влияние, наибольшее из всех его университетских преподавателей. Кант любил своего преподавателя больше всех остальных и не пропустил ни одного занятия. В 1738 году Кнутцен предсказал появление кометы зимой 1744-го. и, когда это произошло, он мгновенно стал знаменитостью далеко за пределами Кёнигсберга. В этом же году был издан его труд «Rational Thoughts on the Comets». Это подтолкнуло Канта к науке и, вероятно, послужило в будущем источником вдохновения для книги «Всеобщая естественная история и теория небес». Иммануил Кант увлечённо следил за академическими диспутами вокруг предсказания Кнутцена, что в итоге развило у мыслителя интерес к космогонии. Кроме того, именно Кнутцен познакомил Канта с трудами Исаака Ньютона. Сам Кнутцен при этом не выделял Канта: перечисляя выдающихся учеников в переписке с Эйлером, он ни разу не упомянул его имя.

#### Начало творчества

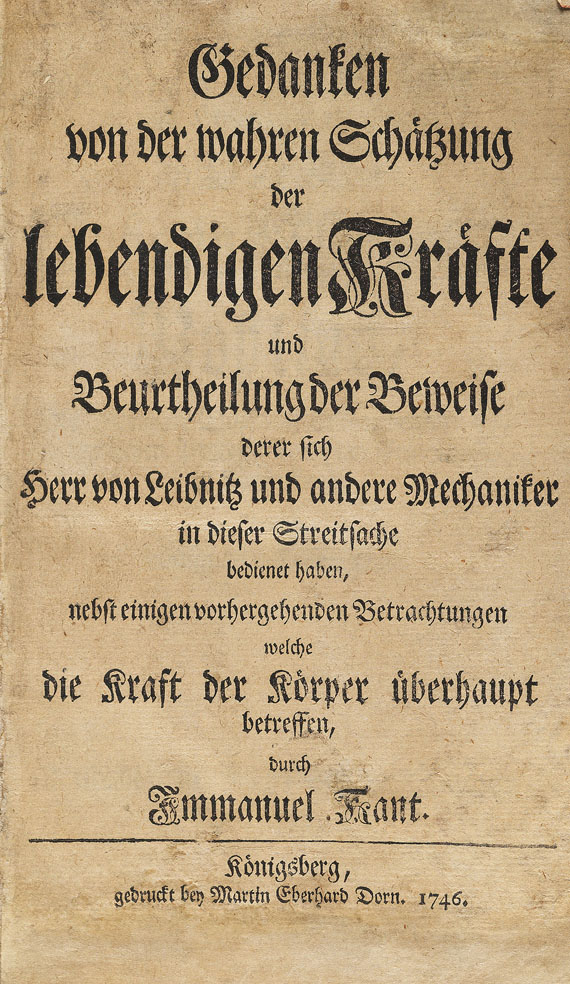
Обложка немецкого издания первого труда И. Канта

Разум Канта «созрел» в 1744 году, когда он берётся за написание своей первой работы — «Мысли об истинной оценке живых сил». Кант публикует эту работу независимо, в то время как имел шанс написать её на латыни и представить как магистерскую диссертацию. Однако, обходя барьеры академического рецензирования, пишет её на немецком языке в весьма надменном тоне, намереваясь посягнуть на авторитет Ньютона и Лейбница. Вероятно, он преследовал цель привлечь внимание к своей персоне, а не добиться успеха в академическом сообществе, хотя некоторые комментаторы Канта ложно приняли эту работу за его диссертацию, в то время как до защиты диссертации Канту оставалось по меньшей мере 10 лет. Произведение было окончено в 1746 году, когда Канту было 22 года, а в следующем году он написал введение и предисловие к труду. Кант выставил свой труд на рецензирование ещё в 1746 году, и он был одобрен, но официально был опубликован только в 1749 году. В своей работе Кант исследует феномен силы в физике с точки зрения метафизики, полагая, что любая подобная проблема должна рассматриваться в таком ключе. В работе Кант вступает в полемику по поводу живой и мёртвой сил между Декартом и Лейбницем. Таким образом, книга была посвящена в первую очередь научному сообществу, а именно участникам дискуссии вокруг феномена силы. При прочтении сейчас трактат изобилует нестандартными для современной физики натурфилософскими терминами. Профессор философии Мартин Шёнфельд называет «Мысли об истинной оценке живых сил» худшей работой Канта, критикуя, в частности, стиль изложения и излишнюю многословность. Иммануил Кант пытался урегулировать дебаты, найдя компромисс в обеих позициях, видя часть правды с обеих сторон, оставаясь при этом беспристрастным. Во введении он отвергает безусловный авторитет великих учёных и свободно высказывает как аргументы «за», так и «против» обеих сторон конфликта. Фактически проблема была решена Жаном Д’Аламбером ещё до выхода книги Канта, но к моменту написания трактата Кант не был знаком с произведением Д’Аламбера. В работе был и ряд фактологических ошибок. Например, Кант не всегда правильно понимал аргументы сторон, делал ошибки в формулах, из чего Шёнфельд делает вывод, что на момент написания познания Канта в области механики были поверхностными. На произведение было написано несколько рецензий, среди которых была критика от Готхольда Эфраима Лессинга, который заявил, что Кант «…исследует живые силы, но свои собственные оценить не может». Рассматривая свою работу в более зрелом возрасте, Кант испытывал чувство неловкости.

#### Отъезд из Кёнигсберга
В конце 1744 года тяжело заболел Иоганн Георг Кант. Ранее переживший инсульт, отец Иммануила скончался 24 марта 1746 года, оставив без присмотра трёх детей: дочерей 17 и 14 лет и 9-летнего сына. Пока отец болел, Канту приходилось проводить долгое время у себя дома. Вероятно, значительная часть «Мысли об истинной оценке живых сил» была написана именно в этот период, когда посещения лекций в университете было затруднено. В течение двух лет после смерти отца Кант вынужден заботиться о доме, в котором он жил. Потребовалось много времени, чтобы продать имущество отца и позаботиться о сёстрах. Погрязнув в домашних делах, он потерял возможность продолжать обучение в университете и вскоре, в 1748 году, покидает Кёнигсберг. Иммануил Кант становится частным учителем для трёх семей: детей из баронского рода Кейзерлингов, Бернхарда Фридриха фон Хюльсена, а также троих детей пастора реформатской церкви в деревне Юдшен (сегодняшняя Веселовка). У него сложились хорошие отношения с членами местной общины, и ему даже несколько раз предлагали стать крёстным отцом. Семья Бернхарда фон Хюльсена общалась с Кантом и после его отъезда, они считали Канта практически членом семьи. Позже двое из учеников Канта делили с ним жильё в Кёнигсберге, когда поступили в университет, а он оказывал им помощь. Несмотря на любовь его работодателей, сам Иммануил Кант критически относился к себе как к учителю, да и вовсе полагал профессию учителя слишком хлопотной. На протяжении своей работы частным учителем Кант делал наброски для будущих научных трудов и, вероятно, всегда рассматривал возможность возвращения в университет, поскольку не прекращал процесс обучения и не отказывался от «академического гражданства».

### Кант — преподаватель (1755—1762)

#### Возвращение
Спустя шесть лет отсутствия, в августе 1754 года, Кант возвращается в Кёнигсберг для защиты диссертации и издания новых работ. Он постепенно возвращается к университетской жизни и, возможно, становится научным руководителем для одного из своих учеников из Кейзерлингов. В течение этого года он опубликовал два сочинения о космогонии в местном еженедельнике в преддверии выхода своего второго произведения — «Всеобщая естественная история и теория небес». Изначально он отвечал на конкурсный вопрос, выдвинутый Прусской академией наук: «изменяла ли Земля движение вокруг своей оси со времён возникновения?» В конкурсе он тем не менее участия не принимал. Кант опасался гонений со стороны духовенства, а потому приступил к работе над книгой только когда убедился, что будет в безопасности. Однако опасения были напрасны, поскольку произведение вышло практически незамеченным. У издателя в то время были проблемы в связи с банкротством. Кант решил продолжить свою университетскую карьеру. Своё пробное сочинение для допуска на магистерский экзамен «Краткий очерк некоторых размышлений об огне», написанное на латыни, он представил 17 апреля 1755 года. Кант выступил на публичном экзамене и 12 июня получил титул магистра философии. Обязательная публикация работы не требовалась, и она впервые была напечатана лишь в 1838 году с копии черновика и в 1839 году с оригинала текста, хранящегося в мемориальном отделе библиотеки Альбертины. Учёное общество Кёнигсбергского университета хорошо приняло Канта и многое от него ожидало. Чтобы иметь возможность преподавать в университете, Канту пришлось написать ещё одну диссертацию, которая имела название «Каковы окончательные границы истины?». В этой работе поднимались вопросы о том, что считать истинным, критиковались модели истинности Вольфа и Лейбница, дополнялся принцип достаточного основания.

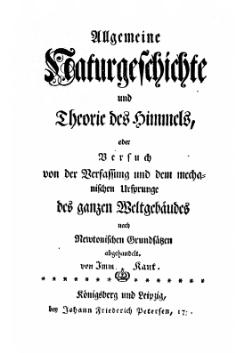
Титульный лист немецкого издания «Всеобщей истории», 1755

##### Космогония
В изданной анонимно в 1755 году книге «Всеобщая естественная история и теория небес» Кант отвечает на вопрос о происхождении Солнечной системы. Вероятно, источником вдохновения для написания труда послужил выпущенный в 1750 году труд Томаса Райта «Теория вселенной». Кант пытается объяснить происхождение закономерностей, по которым движутся тела в Солнечной системе, тем, что нет оснований полагать, будто правила, по которым взаимодействуют небесные тела сейчас, действовали точно так же всегда. Кант заключает, что пространство, на месте которого ныне находится Солнечная система, могло быть заполнено частицами пыли различной плотности, после чего наиболее плотные частицы стали притягивать окружающие. Наряду с силой тяготения он вводит «силу отталкивания» между наиболее мелкими частицами, что объясняет, почему частицы не сложились в единое целое. Под постоянным действием сил притяжения и отталкивания объекты начали вращаться, и этот процесс занимал миллионы лет. Он также допускал возможность жизни и в других галактиках и считал, что у мира есть начало, но нет конца. По Канту, Солнце начало нагреваться из-за трения между вращающимися массами материи. Солнечная система продолжает развитие всё время и однажды все планеты и спутники «упадут» на Солнце, что вызовет увеличение его теплоты и расщепление тел на мелкие частицы. Туманности же, которые часто видны в телескоп, как считал Кант, являются такими же галактиками, как Млечный Путь, но они являются скоплениями более высокого порядка. Кант высказал предположение, что за Сатурном скрываются другие планеты, что было подтверждено через много лет. Этот труд Канта не был математически точным, однако был опубликован по просьбам знакомых, которые полагали, что таким образом можно привлечь внимание короля и получить финансирование на подтверждение этой гипотезы, поэтому работа была посвящена Фридриху II. Произведение не вызвало ажиотажа: большая часть тиража была либо уничтожена ввиду банкротства издателя, либо продана лишь в 60-е годы. Вряд ли Фридрих II видел эту работу. Уже после публикации произведения, в 1761 и 1796 годах, гипотеза Канта была независимо от первоисточника воспроизведена учёными Пьер-Симоном Лапласом и Иоганном Генрихом Ламбертом, не знавшими о своём предшественнике.

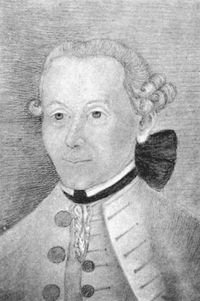
Портрет Иммануила Канта, выполненный в 1755 году Каролиной фон Кейзерлинг

#### Преподавание
В 1755 году Кант становится преподавателем Кёнигсбергского университета, но не получает заработной платы. Он довольствуется гонорарами, получаемыми от студентов, посещающих его курсы. Таким образом, доход преподавателя определялся количеством студентов, записанных на лекции. Свою первую публичную лекцию Кант дал в переполненном студентами доме профессора Кипке, где он в то время жил. Занятия проводились в отдельных лекционных залах, которыми преподаватели либо владели, либо арендовали. Каждый преподаватель должен был строго следовать учебным пособиям, прилагаемым к университетской программе, однако сам Кант лишь соблюдал порядок тем, намеченных в учебниках, в то время как на лекциях давал студентам свой собственный материал. На лекциях философ часто демонстрировал так называемый «сухой юмор». Его редко видели улыбающимся, даже во время смеха аудитории от его собственных шуток. Людвиг Боровски, ученик и биограф Канта, отмечал, что Кант вёл свои занятия «свободно и остроумно», часто шутил, но «не позволял себе шуток с сексуальным подтекстом, которыми пользовались другие преподаватели». Своим ученикам преподаватель советовал «систематизировать свои знания у себя в голове под разными рубриками». С самого начала своей преподавательской деятельности Кант был весьма популярным лектором — его аудитории всегда были заполнены. В этот период Иммануил Кант интересовался этикой Фрэнсиса Хатчесона и философскими исследованиями Давида Юма, что во многом было продиктовано временем. Оба мыслителя были известны в те времена в столице. Со времён выпуска из гимназии богословие в его спектр интересов практически не попадало. Чтобы заработать на жизнь, Канту приходилось брать изнурительное количество занятий. Он преподавал математику и логику, физику и метафизику. В 1756 году он также добавил и географию, а следующем году — этику. Университетские учебники имели пустые страницы, на которых Кант писал собственные заметки. Эти книги сохранились, что позволило исследователям лучше понимать генеалогию философии Канта. Он также носил с собой блокнот для записей. Первые два-три года преподавания были тяжелы для Канта. Он имел запас денег на крайний случай, но предпочитал при нужде продавать свои книги. Носил одежду до тех пор, пока она окончательно не обветшает. Позже его дела значительно улучшились, как признавался сам Кант, он зарабатывал «более, чем достаточно». Имел двухкомнатную квартиру, мог позволить себе хорошую еду, а также нанять прислугу, но его работа всегда была шаткой и его благосостояние зависело от его успешности как лектора. В 1756 году его место преподавателя логики и метафизики было занято Кнутценом. Не желая терять место, Кант даже написал письмо королю, в котором сообщил, что «философия является наиболее важной областью его интересов», однако не получил никакого ответа. Чтобы улучшить своё положение, он попытался устроиться в местную школу, однако вакантное место занял Вильгельм Канерт, являвшийся ярым пиетистом. Скорее всего, Кант был отвергнут по религиозным причинам; впрочем, у его конкурента на должность имелся больший опыт преподавания. В это время среди друзей Канта были писатель Иоганн Линднер и востоковед Георг Кипке.
В конце 1750-х годов в Пруссии бушевала Семилетняя война. После сражения при Гросс-Егерсдорфе прусским войскам пришлось сдать город Кёнигсберг. В самом городе боевых действий не велось. Русские войска вошли в город 22 января 1758 года под командованием Виллима Фермора. Кёнигсберг был возвращён Пруссии в 1762 году по Петербургскому мирному договору, а до этого с самого начала присоединения к Российской империи российские офицеры посещали лекции в университете; Кант не сторонился их общества и даже проводил для них частные занятия. Всё это шло на пользу финансовому благополучию Канта. Также русские часто приглашали преподавателя на обед. Кант с удовольствием посещал встречи дворянских офицеров, богатых купцов и прочей знати, на которые его звали. В это же время он стал частым гостем у Кейзерлингов. Графиня была увлечена философией, что послужило причиной её тёплых отношений с Кантом. За обеденным столом Кант почти всегда занимал почётное место рядом с графиней. Канту приходилось заботиться о своём внешнем виде прилежнее прошлого, он тщательно подбирал одежду, носил пальто с золотой каймой и даже использовал в качестве украшения церемониальный меч. Кант никогда не был женат и, возможно, до конца жизни оставался девственен. Это не свидетельствует, тем не менее, что он держался на расстоянии от женщин или был женоненавистником. Кроме графини, он испытывал симпатию к другим женщинам, что отмечается его биографами, однако неоднократно не решался сделать предложение брака, боясь, что не сможет содержать супругу. В какой-то момент Кант перестал испытывать потребность в браке, даже когда его финансы позволяли содержать семью. Тем временем в 1758 году должности преподавателя логики и метафизики стали вакантными. Кант подал на них заявление, но безуспешно. За время, когда Восточная Пруссия принадлежала Российской империи, у Канта был временный творческий кризис, который закончился после возвращения Кёнигсберга Петром III. Возможно, это было связано с политической обстановкой: сохранилась запись разговора за обедом 16 декабря 1788 года (то есть через четверть века), на котором Кант, согласно записавшему разговор, заявлял, что «русские — наши главные враги». С 1756 по 1762 год были изданы лишь три буклета для рекламы его лекций и небольшое эссе «Мысли, вызванные безвременной кончиной высокоблагородного господина Иоганна Фридриха фон Функа».

### На пути к «Критике» (1762)

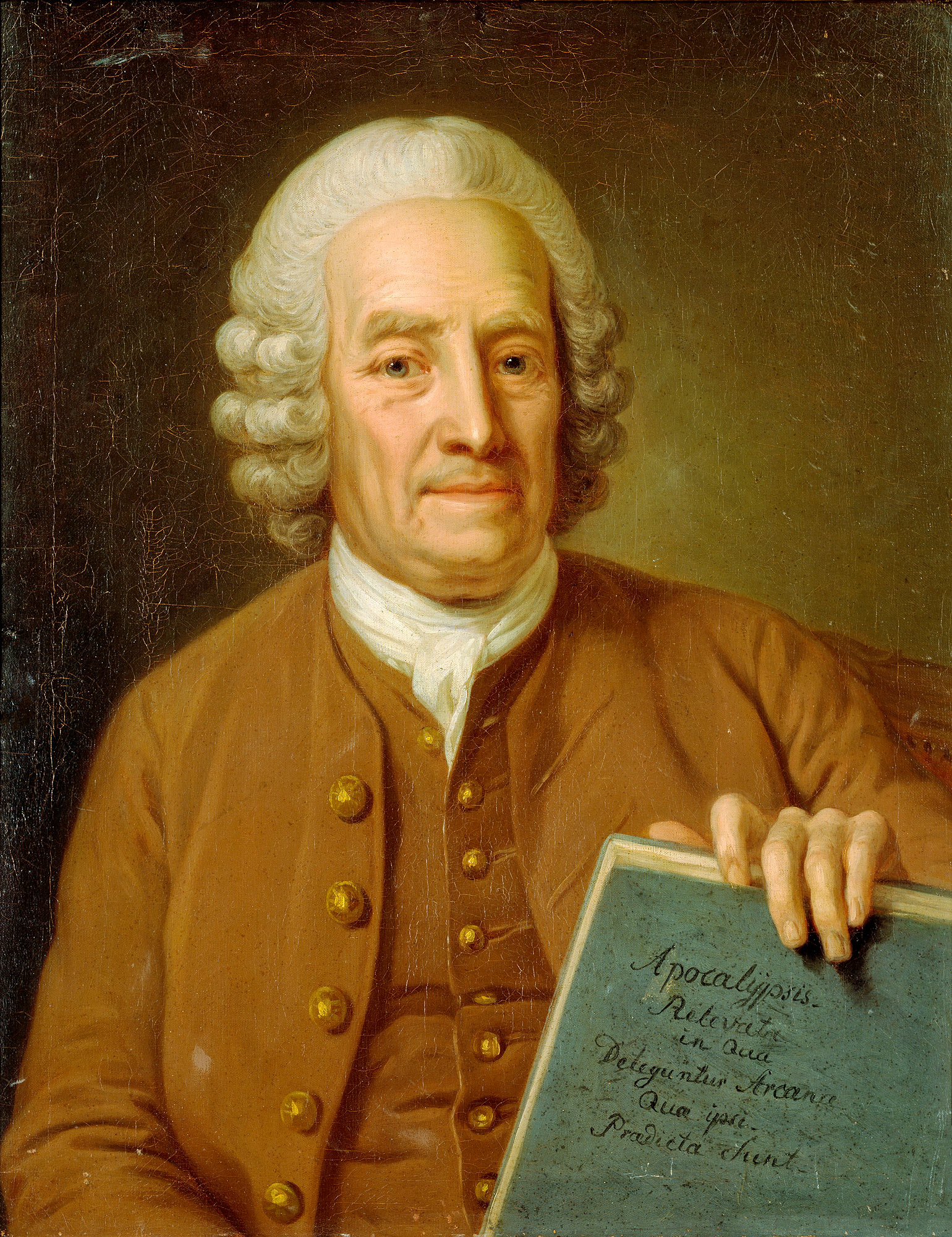
Портрет Эммануила Сведенборга, около 1766

Перед тем как вступить на дорогу изучения метафизики в критическом периоде, внимание Канта было устремлено на проблемы метафизики и формальной логики, которой он посвящает вышедший в 1762 году труд «Ложное мудрствование в четырёх фигурах силлогизма», где ставит под сомнение силлогизмы в логике, и вышедший в следующем году «Опыт введения в философию понятия отрицательных величин», где продолжает своё рассуждение. В «Опыте введения» Кант размышляет о противоположностях. Он заключает, что между противоположностями в логике как инструменте суждения и противоположностями на практике существует противоречие. К тому же Кант предложил ввести в философскую дисциплину часть математической методологии, не связанной, однако, со строгими логическими рассуждениями, поскольку они, как Кант уже постулировал, часто не показывают реальную суть вещей. Кант считал, что суждения — это следствия возможности осмысливать чувственные представления как мыслимые объекты. Можно сказать, что в этой работе впервые проявилось, ещё в смутном виде, намерение философа создать новую теорию познания.

#### Кант и Сведенборг
10 августа 1763 году Кант в переписке с Шарлоттой фон Кноблох обсуждает фигуру Эммануила Сведенборга — шведского философа и христианского мистика. Незадолго до этого Шарлотта попросила философа высказать мнение о Сведенборге, рассказы о духовидении которого были популярны в то время, что и послужило своего рода толчком к исследованию феномена. В письме Кант указал, что впервые узнал об этой персоне от его студента — датского офицера, которому позже отослал письмо с просьбой собрать всевозможную информацию о Сведенборге. Более того: Кант сам написал письмо лично Сведенборгу, тот принял его с трепетом, но ответить обязался в своей новой книге, выход которой готовился в Лондоне. Не дожидаясь ответа, Кант попросил своего знакомого из Англии при поездке в Стокгольм собрать всевозможные сведения касательно духовидения Сведенборга; тот поведал Канту о двух историях, которые ему удалось услышать. Во-первых, со слов свидетелей, Сведенборг помог одной женщине найти квитанцию при помощи якобы диалога с духом её умершего супруга. Во-вторых, Сведенборг предсказал пожар в Стокгольме, действительно имевший место через несколько дней после провидения. В 1766 году Кант анонимно опубликовал эссе «Грёзы духовидца, пояснённые грёзами метафизики». Эта работа — не просто радикальная критика, но, можно сказать, язвительный комментарий как на теоретические воззрения, так и на мистицизм Сведенборга.

### Критический период
В письме К. Ф. Штойдлину от 4 мая 1793 года Кант рассказал о целях своей работы:

Давно задуманный план относительно того, как нужно обработать поле чистой философии, состоял в решении трёх задач:
1. «что я могу знать?» (метафизика);
2. «что я должен делать?» (мораль);
3. «на что я смею надеяться?» (религия).

Наконец, за этим должна была последовать четвёртая задача — «что такое человек?» (антропология, лекции по которой я читаю в течение более чем двадцати лет).
В этот период Кантом были написаны фундаментальные философские работы, принёсшие учёному репутацию одного из выдающихся мыслителей XVIII века и оказавшие огромное влияние на дальнейшее развитие мировой философской мысли:
- «Критика чистого разума» (1781) — гносеология (эпистемология)
- «Критика практического разума» (1788) — этика
- «Критика способности суждения» (1790) — эстетика

### Особенности психики
Современники Канта отмечали свойственную философу ипохондрию и выраженную меланхолию, которые носили систематизированный и патологический характер. Почти всю жизнь Кант соблюдал распорядок дня, расписанный им самим буквально по минутам. При этом многие действия были ритуализированы. Например, он не просто ел раз в сутки (плотный обед в час дня), но и обязательно в компании, причём количество сотрапезников должно быть не менее числа граций и не более числа муз. Поэтому в его хозяйстве было лишь шесть столовых приборов. Ежедневная прогулка совершалась строго по одному и тому же маршруту («философская тропа») и строго в одиночестве: при разговоре надо открывать рот, а, по мнению Канта, вдыхаемый холодный воздух вредно действует на суставы.
Кант с детства читал медицинскую литературу и находил у себя симптомы всех болезней. Описанный строгий режим жизни он разработал для себя самостоятельно, поскольку считал, что врачи не в силах ему помочь, а лекарства вредны. С этим убеждением он прожил почти 80 лет, не болея. С психологической точки зрения столь системная эксцентричность поведения философа сильно напоминает симптоматику вялотекущей ипохондрической шизофрении, что, однако, никак не сказалось на его философских трудах.
Кант и сам определил у себя естественную предрасположенность к ипохондрии — вследствие узости грудной клетки, что затрудняет работу сердца и лёгких — и даже вспоминает, что в юности это «гнетущее чувство» у него граничило с отвращением к жизни. Затем, по его словам, он просто перестал обращать внимание на «стеснение в груди», «подчинил его себе», не позволяя влиять на мысли и поступки. Впрочем, в то время ипохондрия была модной болезнью.

### Последние годы (1796—1804)
В 1794 году Кант стал почётным членом Петербургской академии наук.
Последние мгновения жизни Иммануила Канта пришлись на конец XVIII века, когда в 1799 году его ум, ввиду старости, стал постепенно слабеть, что особенно проявилось в последние два года жизни философа, а к самому себе в беседе с некоторыми из приятелей он просил относиться «как к ребёнку». Кроме ослабления мыслительной деятельности, имелись проблемы медицинского характера: массовое выпадение зубов, дисфункция выделительной системы, потеря вкуса и обоняния, общий упадок сил. Всё это привело к формированию у Канта желания умереть: он многократно жаловался, что не знает, как и зачем ему жить, если он больше не может быть полезен миру. Кроме того, появились значительные проблемы с глазами, а невозможность читать для Канта была крайне травматична. Тем не менее до 8 октября 1803 года он ни разу не болел сколь-либо серьёзно. В последнюю зиму, ближе к концу, ко всему прочему добавились неприятные, пугающие слуховые галлюцинации, а также ночные кошмары.
Понимая свою немощность, Кант в последние годы уклонялся от встреч с посторонними.
Кант ждал своего 80-го дня рождения и отсчитывал дни до него. Однако за несколько недель до смерти, когда ухаживающий за ним Васянский сказал, что «В этот день все ваши друзья вновь соберутся вокруг вас и выпьют за ваше здоровье бокал шампанского», философ не стал ждать: «Это должно произойти сегодня же». Его воля была исполнена, он пил за здоровье своих друзей и в тот день был «довольно весел».
В последние недели и дни жизни, когда Кант уже слабо понимал, что ему говорят, и с трудом говорил на бытовые темы, он, тем не менее, мог общаться по научным вопросам.
Хотя Кант свободно разговаривал на тему близкой смерти и о том, что надо сделать после, он очень неохотно обсуждал свой последний труд о переходе от метафизики природы к физике, который не мог закончить. Он говорил, что работа завершена и осталась только редактура, а в другой раз требовал сжечь рукопись после смерти. Эту работу он считал важнейшей из всех, но на такую оценку явно влияла немощь философа.
Немецкий юрист Иоганн Шеффнер — близкий друг Канта — ещё за годы до его смерти полагал, что «гений, которым всё было сделано за его [Канта] жизнь, исчез». Шеффнер описал смерть друга как «спокойную и тихую». В последние годы жизни Канта из родственников за ним присматривала его сестра Катрина Барбара, а также его друг Э. А. К. Васянский, затем написавший книгу о завершении жизни философа.

#### Похороны
Тело Иммануила Канта было похоронено лишь через 16 дней после смерти, потому что заледеневшая ввиду холодной погоды земля не позволила выкопать могилу. В течение этого времени тело Канта было представлено широкому числу желающих попрощаться. Многие местные жители, даже незнакомые с Кантом и его творчеством, были заинтересованы происходящим. В день похорон все церковные колокола звенели, похоронная процессия была достаточно многолюдной. Для Канта была адаптирована кантата, изначально написанная после смерти для прусского короля Фридриха II. Некоторые особенно правоверные христиане, даже лично знакомые с Кантом (такие как, например, Людвиг Боровски), опасаясь за свою церковную репутацию, воздержались от посещения похорон Канта. Тем не менее, по свидетельству Васянского, всё это время комната была заполнена посетителями, причём многие приходили неоднократно. В 14 часов 28 февраля у замковой церкви собрались высокопоставленные персоны как города, так и соседних мест, а университетское шествие отправилось с площади, затем обе процессии объединились. Когда они подошли к дому Канта, зазвонили все колокола в городе. Тысячи людей, не заботясь об иерархии, все вместе, направились к Кафедральному собору, который был освещён несколькими сотнями свечей. Там была исполнена кантата, произносились речи, куратору университета была преподнесена эпитафия от студентов.
Кант был похоронен у восточного угла северной стороны Кафедрального собора Кёнигсберга в профессорском склепе, над его могилой была возведена часовня. В 1924 году, к 200-летию Канта, часовню заменили новым сооружением в виде открытого колонного зала, разительно отличающимся по стилю от самого собора.

Могила Канта
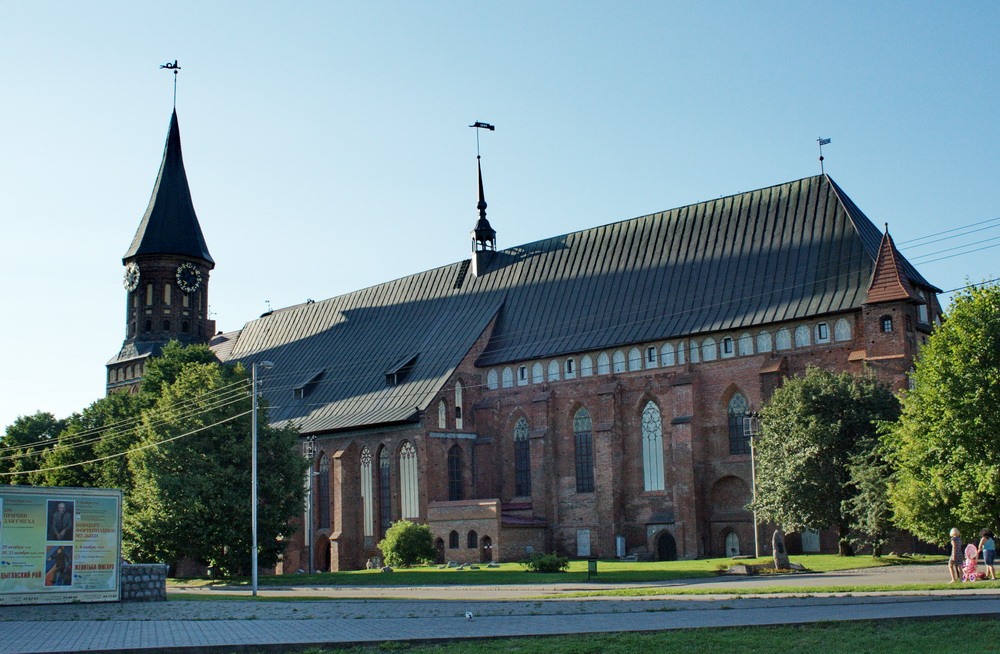
Здание бывшего кафедрального собора, в котором покоится Кант
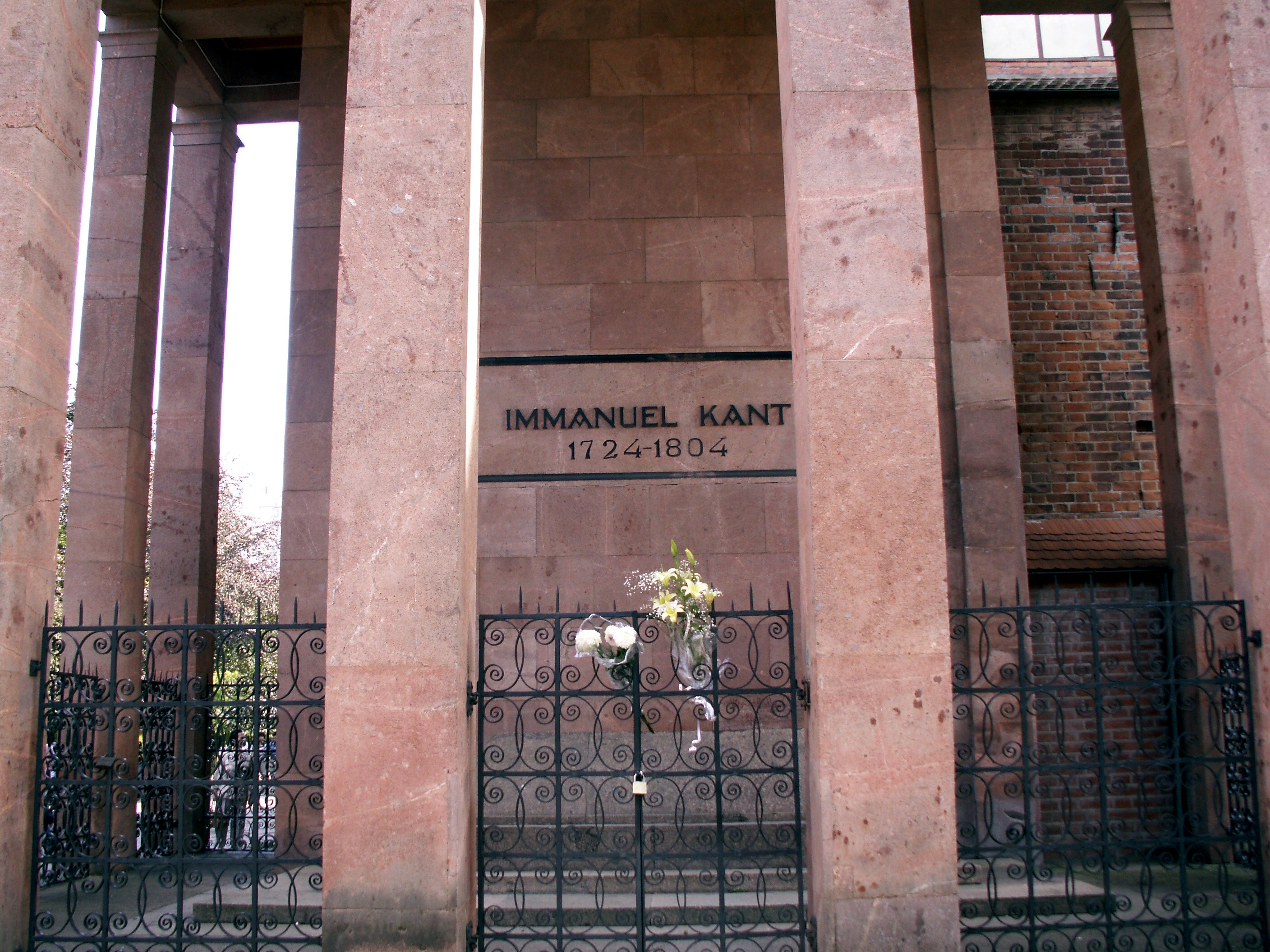
Общий вид на могилу
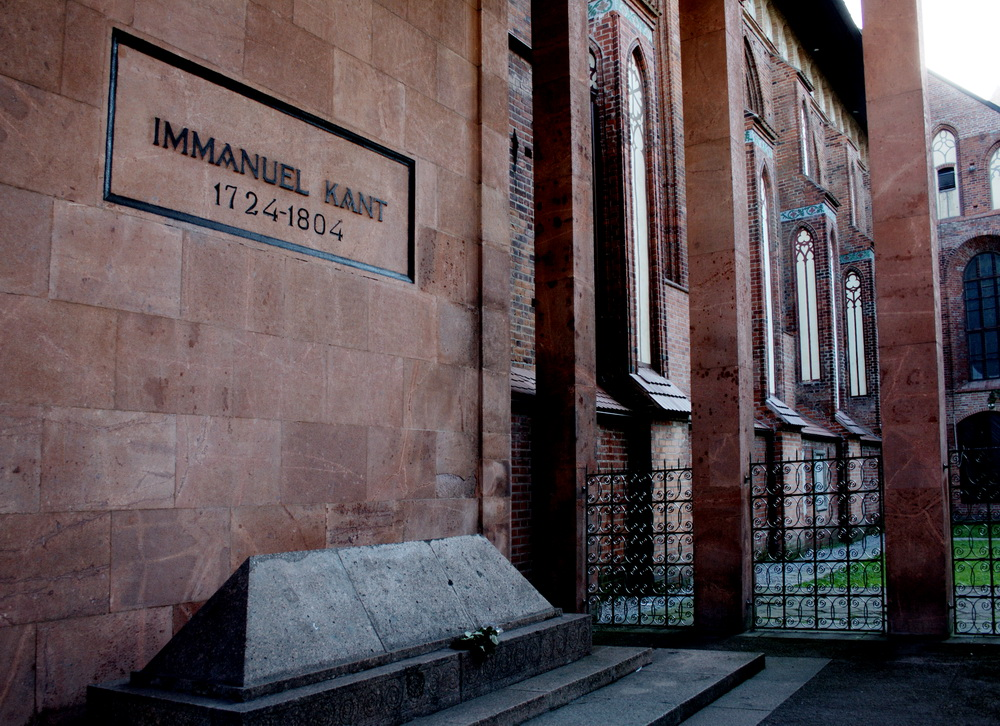
Надгробие Канта вблизи
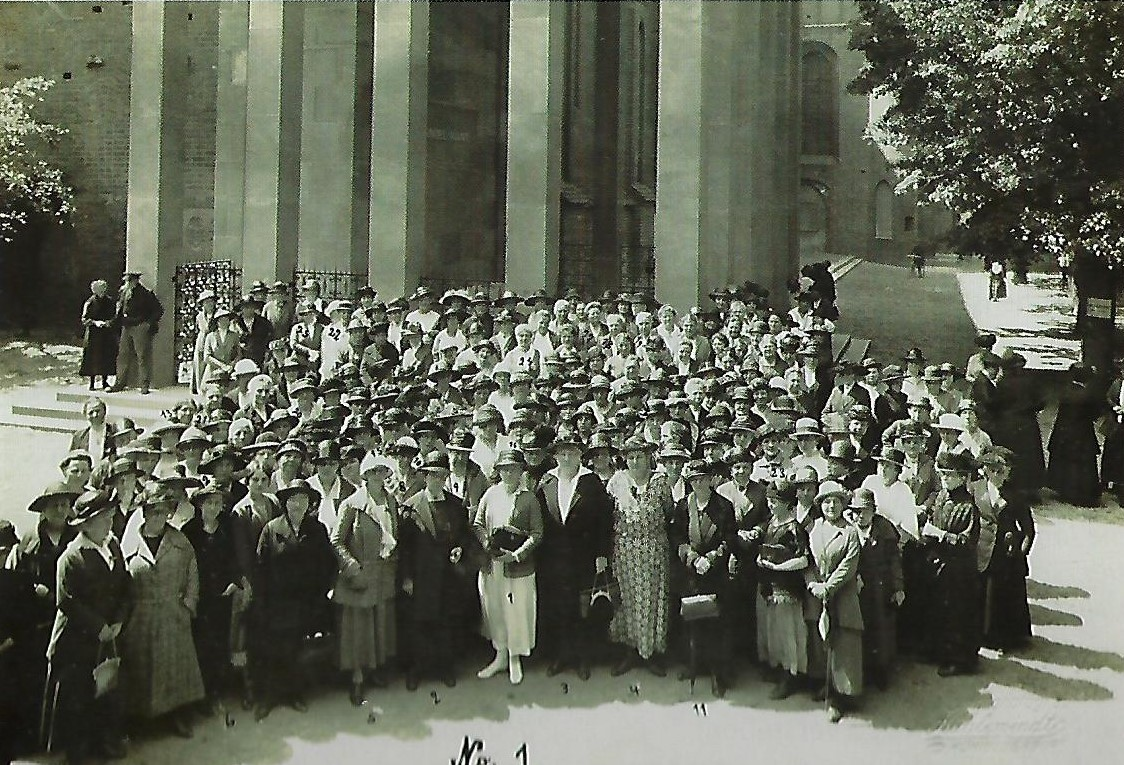
Члены Ассоциации немецких домохозяек на фоне колонн

## Философия

### Гносеология
Кант отвергал догматический способ познания и считал, что вместо него нужно взять за основу метод критического философствования, сущность которого заключается в исследовании самого разума, границ, которые может достичь разумом человек, и в изучении отдельных способов человеческого познания.
Главным философским произведением Канта является «Критика чистого разума». Исходной проблемой для Канта является вопрос «Как возможно чистое знание?». Прежде всего, это касается возможности чистой математики и чистого естествознания («чистый» здесь означает «неэмпирический», априорный, или внеопытный). Указанный вопрос Кант формулировал в терминах различения аналитических и синтетических суждений — «Как возможны синтетические суждения априори?». Под «синтетическими» суждениями Кант понимал суждения с приращением содержания по сравнению с содержанием входящих в суждение понятий. Эти суждения Кант отличал от аналитических суждений, которые не привносят никакой новой информации о предмете. Аналитические и синтетические суждения различаются тем, вытекает ли содержание предиката суждения из содержания его субъекта (таковы аналитические суждения) или, наоборот, добавляется к нему «извне» (таковы синтетические суждения). Термин «априори» (a priori — из предшествующего) означает суждение вне опыта, в противоположность термину «апостериори» (a posteriori — из последующего), когда суждение выводится из опыта. Так Кант пришёл к типологизации:
| суждения      | аналитические                                           | синтетические |
| ------------- | ------------------------------------------------------- | --- |
| апостериорные | невозможны                                              | например: «некоторые тела тяжелы» |
| априорные     | например: «квадрат имеет четыре угла» «тела протяжённы» | например: «прямая есть кратчайшее расстояние между двумя точками» «во всех телесных изменениях количество материи остаётся неизменным» |

Аналитические суждения всегда априорны: опыт для них не нужен, поэтому апостериорных аналитических суждений не бывает. Соответственно, опытные (апостериорные) суждения всегда синтетичны, поскольку их предикаты черпают из опыта содержание, которого не было в предмете суждения. Что касается априорных синтетических суждений, то они, согласно Канту, входят в состав математики и естествознания. Благодаря априорности, эти суждения содержат всеобщее и необходимое знание, то есть такое, которое невозможно извлечь из опыта; благодаря синтетичности, такие суждения дают прирост знания:30−37.
Кант, вслед за Юмом, соглашается, что если наше познание начинается с опыта, то его связь — всеобщность и необходимость — не из него. Однако, если Юм из этого делает скептический вывод о том, что связь опыта является всего лишь привычкой, то Кант эту связь относит к необходимой априорной деятельности разума (в широком смысле). Выявление этой деятельности разума в отношении опыта Кант называет трансцендентальным исследованием. «Я называю трансцендентальным… познание, занимающееся не столько предметами, сколько видами нашего познания предметов…», — пишет Кант:29−30, 37−40.
Кант не разделял безграничной веры в силы человеческого разума, называя эту веру догматизмом. Кант, по его словам, совершил коперниканский переворот в философии — первым указал, что для обоснования возможности знания следует исходить из того, что не наши познавательные способности соответствуют миру, а мир должен сообразовываться с нашими способностями, чтобы вообще могло состояться познание. Иначе говоря, наше сознание не просто пассивно постигает мир как он есть на самом деле (Кант называл это догматизмом), но разум является активным участником становления самого мира, данного нам в опыте. Опыт по сути есть синтез того чувственного содержания («материи»), которое даётся миром (вещей в себе) и той субъективной формы, в которой эта материя (ощущения) постигается сознанием. Единое синтетическое целое материи и формы Кант и называет опытом, который по необходимости является субъективным. Именно поэтому Кант различает мир как он есть сам по себе (то есть вне формирующей деятельности разума) — вещь-в-себе, и мир как он дан в явлении, то есть в опыте:40—43, 47, 56—57, 61, 65, 75.
В опыте выделяются два уровня формообразования (активности) субъекта. Во-первых, это априорные формы чувства (чувственного созерцания) — пространство (внешнее чувство) и время (внутреннее чувство). В созерцании чувственные данные (материя) осознаются нами в формах пространства и времени, и тем самым опыт чувства становится чем-то необходимым и всеобщим. Это чувственный синтез. На вопрос, как возможна чистая, то есть теоретическая, математика, Кант отвечает: она возможна как априорная наука на основе чистых созерцаний пространства и времени. Чистое созерцание (представление) пространства лежит в основе геометрии (трёхмерность: например, взаиморасположение точек и прямых и других фигур), чистое представление времени — в основе арифметики (числовой ряд предполагает наличие счёта, а условием для счёта является время):47—52.
Во-вторых, благодаря категориям рассудка связываются данности созерцания. Это рассудочный синтез. Рассудок, согласно Канту, имеет дело с априорными категориями, которые суть «формы мышления». Путь к синтезированному знанию лежит через синтез ощущений и их априорных форм — пространства и времени — с априорными категориями рассудка. «Без чувственности ни один предмет не был бы нам дан, а без рассудка ни один нельзя было бы мыслить» (Кант). Познание достигается путём соединения созерцаний и понятий (категорий) и представляет собой априорное упорядочение явлений, выражающееся в конструировании предметов на основе ощущений:57, 59—61.
Кант выделяет 12 категорий рассудка:61—64:
1. категории количества
  1. единство
  2. множество
  3. цельность
2. категории качества
  1. реальность
  2. отрицание
  3. ограничение
3. категории отношения
  1. субстанция и принадлежность
  2. причина и следствие
  3. взаимодействие
4. категории модальности
  1. возможность и невозможность
  2. существование и несуществование
  3. необходимость и случайность

Чувственный материал познания, упорядоченный посредством априорных механизмов созерцания и рассудка, становится тем, что Кант называет опытом. На основе ощущений (которые можно выразить констатациями типа «это жёлтое» или «это сладкое»), которые оформляются через время и пространство, а также через априорные категории рассудка, возникают суждения восприятия: «камень тёплый», «солнце круглое», затем — «солнце светило, а потом камень стал тёплым», и далее — развитые суждения опыта, в которых наблюдаемые объекты и процессы подведены под категорию причинности: «солнце вызвало нагревание камня» и т. д. Понятие опыта у Канта тесно связан с понятием природы: «…природа и возможный опыт — совершенно одно и то же»:61, 65—66.
Основой всякого синтеза является, согласно Канту, трансцендентальное единство апперцепции («апперцепция» — термин Лейбница). Это — логическое самосознание, «порождающее представление я мыслю, которое должно иметь возможность сопровождать все остальные представления и быть одним и тем же во всяком сознании». Как пишет И. С. Нарский, трансцендентальная апперцепция Канта — это «принцип постоянства и системной организации действия категорий, вытекающей из единства применяющего их, рассуждающего „я“. (…) Она есть общая для… эмпирических „я“ и в этом смысле объективная логическая структура их сознания, обеспечивающая внутреннее единство опыта, науки и природы»:67—70.
В «Критике» много места уделяется тому, как представления подводятся под понятия рассудка (категории). Здесь решающую роль играют способность суждения, воображение и рассудочный категориальный схематизм. Согласно Канту, между созерцаниями и категориями должно быть посредствующее звено, благодаря которому абстрактные понятия, каковыми являются категории, оказываются способными организовывать чувственные данные, превращая их в законосообразный опыт, то есть в природу. Посредником между мышлением и чувственностью у Канта выступает продуктивная сила воображения. Эта способность создаёт схему времени как «чистого образа всех предметов чувств вообще». Благодаря схеме времени существует, например, схема «множественности» — число как последовательное присоединение друг к другу единиц; схема «реальности» — бытие предмета во времени; схема «субстанциальности» — устойчивость реального предмета во времени; схема «существования» — наличие предмета в определённое время; схема «необходимости» — наличие некоего предмета во всякое время. Продуктивной силой воображения субъект, по Канту, порождает основоположения чистого естествознания (они же — наиболее общие законы природы). Согласно Канту, чистое естествознание есть результат априорного категориального синтеза:71—74, 77—79.
Знание даётся путём синтеза категорий и наблюдений. Кант впервые показал, что наше знание о мире не является пассивным отображением реальности; по Канту, оно возникает благодаря активной творческой деятельности бессознательной продуктивной силы воображения.
Наконец, описав эмпирическое применение рассудка (то есть применение его в опыте), Кант задаётся вопросом возможности чистого применения разума (рассудок, согласно Канту — низшая ступень разума, применение которой ограничивается сферой опыта). Здесь возникает новый вопрос: «Как возможна метафизика?». В результате исследования чистого разума Кант показывает, что разум, когда он пытается получить однозначные и доказательные ответы на собственно философские вопросы, неизбежно ввергает себя в противоречия; это означает, что разум не может иметь трансцендентного применения, которое позволило бы ему достигать теоретического знания о вещах в себе, поскольку, стремясь выйти за пределы опыта, он «запутывается» в паралогизмах и антиномиях (противоречиях, каждое из утверждений которых одинаково обосновано); разум в узком смысле — как противоположность оперирующему категориями рассудку — может иметь только регулятивное значение: быть регулятором движения мысли к целям систематического единства, давать систему принципов, которым должно удовлетворять всякое знание:86—99, 115—116.
| антиномии чистого разума | тезисы | антитезисы                                                                                              |
| ------------------------ | --- | --- |
| 1                        | «Мир имеет начало во времени и ограничен также в пространстве». | «Мир не имеет начала во времени и границ в пространстве; он бесконечен и во времени, и в пространстве». |
| 2                        | «Всякая сложная субстанция в мире состоит из простых частей, и вообще существует только простое или то, что сложено из простого».                                                      | «Ни одна сложная вещь в мире не состоит из простых частей, и вообще в мире нет ничего простого».        |
| 3                        | «Причинность по законам природы есть не единственная причинность, из которой можно вывести все явления в мире. Для объяснения явлений необходимо ещё допустить свободную причинность». | «Нет никакой свободы, всё совершается в мире только по законам природы».                                |
| 4                        | «К миру принадлежит или как часть его, или как его причина безусловно необходимая сущность».                                                                                           | «Нигде нет никакой абсолютно необходимой сущности — ни в мире, ни вне мира — как его причины».          |

Кант утверждает, что решение антиномий «никогда нельзя найти в опыте…»:108
Решением первых двух антиномий Кант считает выявление ситуации, при которой «сам вопрос не имеет смысла». Кант утверждает, как пишет И. С. Нарский, «что к миру вещей в себе вне времени и пространства свойства „начала“, „границы“, „простоты“ и „сложности“ не применимы, а мир явлений никогда не бывает нам дан во всей полноте именно как целостный „мир“, эмпирия же фрагментов феноменального мира вложению в эти характеристики не поддаётся…». Что касается третьей и четвёртой антиномий, то спор в них, согласно Канту «улаживается», если признать истинность их антитезисов для явлений и предположить (регулятивную) истинность их тезисов для вещей в себе. Таким образом, существование антиномий, по Канту, является одним из доказательств правоты его трансцендентального идеализма, противопоставившего мир вещей в себе и мир явлений:108—111.
Согласно Канту, всякая будущая метафизика, которая хочет быть наукой, должна принимать во внимание выводы его критики чистого разума.

### Этика и проблема религии
В «Основах метафизики нравственности» и «Критике практического разума» Кант излагает теорию этики. Практический разум в учении Канта — единственный источник принципов морального поведения; это разум, перерастающий в волю. Этика Канта автономна и априорна, она устремлена на должное, а не на сущее. Её автономность означает независимость моральных принципов от внеморальных доводов и оснований. Ориентиром для кантовской этики являются не фактические поступки людей, а нормы, вытекающие из «чистой» моральной воли. Это этика долга. В априоризме долга Кант ищет источник всеобщности моральных норм:126—129.
Категорический императив
Императив — правило, которое содержит «объективное принуждение к поступку»:131. Нравственный закон — принуждение, необходимость действовать вопреки эмпирическим воздействиям. А значит, он приобретает форму принудительного веления — императива.
Гипотетические императивы (относительные или условные императивы) говорят о том, что поступки эффективны для достижения определённых целей (например, удовольствия или успеха):131.
Принципы морали восходят к одному верховному принципу — категорическому императиву, предписывающему поступки, которые хороши сами по себе, объективно, безотносительно к какой-либо иной, кроме самой нравственности, цели:132 (например, требование честности). Категорический императив гласит:
- «поступай только согласно такой максиме, руководствуясь которой ты в то же время можешь пожелать, чтобы она стала всеобщим законом» [варианты: «поступай всегда так, чтобы максима (принцип) твоего поведения могла стать всеобщим законом (поступай так, как ты бы мог пожелать, чтобы поступали все)»];
- «поступай так, чтобы ты всегда относился к человечеству и в своём лице, и в лице всякого другого также, как к цели, и никогда не относился бы к нему только как к средству» [вариант формулировки: «относись к человечеству в своём лице (так же, как и в лице всякого другого) всегда как к цели и никогда — только как к средству»];
- «принцип воли каждого человека как воли, всеми своими максимами устанавливающей всеобщие законы»: следует «совершать всё, исходя из максимы своей воли как такой, которая могла бы также иметь предметом самое себя как волю, устанавливающую всеобщие законы».

Это три разных способа представлять один и тот же закон, и каждый из них объединяет в себе два других.
Существование человека «имеет в себе самом высшую цель…»; «… только нравственность и человечество, поскольку оно к ней способно, обладают достоинством», — пишет Кант:136.
Долг есть необходимость действия из уважения к нравственному закону:140—141.
В этическом учении человек рассматривается с двух точек зрения:
- человек как явление;
- человек как вещь в себе.

Поведение первого определено исключительно внешними обстоятельствами и подчиняется гипотетическому императиву. Поведение второго должно подчиняться категорическому императиву, высшему априорному моральному принципу. Таким образом, поведение может определяться и практическими интересами, и моральными принципами. Возникают две тенденции: стремление к счастью (удовлетворению некоторых материальных потребностей) и стремление к добродетели. Эти стремления могут противоречить друг другу, и так возникает «антиномия практического разума».
В качестве условий применимости категорического императива в мире явлений Кант выдвигает три постулата практического разума. Первый постулат требует полной автономии человеческой воли, её свободы. Этот постулат Кант выражает формулой: «Ты должен, значит ты можешь». Признавая, что без надежды на счастье у людей не хватило бы душевных сил исполнять свой долг вопреки внутренним и внешним препятствиям, Кант выдвигает второй постулат: «должно существовать бессмертие души человека». Антиномию стремления к счастью и стремления к добродетели Кант, таким образом, разрешает путём перенесения надежд личности в сверхэмпирический мир. Для первого и второго постулатов нужен гарант, а им может быть только Бог, значит, он должен существовать — таков третий постулат практического разума:148—154.
Автономность этики Канта означает зависимость религии от этики. Согласно Канту, «религия ничем не отличается от морали по своему содержанию»:159—160.

### Учение о праве и государстве
Государство — объединение множества людей, подчинённых правовым законам:164.
В учении о праве Кант развивал идеи французских просветителей: необходимость уничтожения всех форм личной зависимости, утверждение личной свободы и равенство перед законом. Юридические законы Кант выводил из нравственных. Кант признавал право на свободное высказывание своего мнения, но с оговоркой: «рассуждайте сколько угодно и о чём угодно, только повинуйтесь»:163, 165, 167, 170.
Государственные устройства не могут быть неизменными и меняются тогда, когда перестают быть необходимыми. И лишь республика отличается прочностью (закон самостоятелен и не зависит от какого-то отдельного лица). 
В учении об отношениях между государствами Кант выступает против несправедливого состояния этих отношений, против господства в международных отношениях права сильного:176. Он высказывается за создание равноправного союза народов. Кант считал, что такой союз приближает человечество к осуществлению идеи вечного мира. Он писал: «Должен существовать особого рода союз, который можно назвать мирным союзом и который отличался бы от мирного договора тем, что последний стремится положить конец лишь одной войне, тогда как первый — всем войнам и навсегда. Этот союз имеет целью не приобретение власти государства, но лишь поддержание и обеспечение свободы каждого государства для него самого и в то же время для других союзных государств, причем это не создает для них необходимости подчиниться публичным законам и их принуждению».

### Учение о целесообразности. Эстетика
В 1790 году, после написания «Критики чистого разума» (1781) и «Критики практического разума» (1788) Иммануил Кант создаёт ещё один труд, «Критику способности суждения». Именно он должен связать две предшествующие критики в одну систему философских суждений Канта.
Понятие целесообразности является одним из основных понятий в философии Канта и является критерием соответствия предмета с его целью, сущностью. В соответствии с понятием целесообразности способность суждения, согласно Канту, разделяется на рефлектирующую и определяющую. Если объективная с точки зрения целесообразности, определяющая способность суждения неразрывно связана с процессом познания окружающего мира и изучением его устройства, то рефлектирующая способность суждения не связана с понятием рассудка и представляет собой лишь обращение внимание на частности. Субъективная, рефлектирующая способность суждения, не связанная с научными методами, оказывается у Канта эстетической.
«Если общее (правило, принцип, закон) дано, то способность суждения, которая подводит под него особенное (и в том случае, если она в качестве трансцендентальной способности суждения априорно указывает условия, при которых только и может быть совершено это подведение) есть определяющая способность суждения; если же дано только особенное, для которого способность суждения должна найти общее, то эта способность есть рефлектирующая способность суждения».
Особым случаем целесообразности по Канту становится формальная целесообразность природы. Поскольку в природе нет цели, её следует рассматривать с точки зрения целесообразности её формы. Именно из-за своей бесцельности природа по Канту становится самым значимым объектом его эстетики.
В эстетике Кант различает два вида эстетических категорий — прекрасное и возвышенное. У Канта прекрасное выступает как «символ нравственно доброго». Возвышенное — это совершенство, связанное с безграничностью в силе (динамически возвышенное) или в пространстве (математически возвышенное).
«Представляя возвышенное в природе, душа ощущает себя взволнованной, тогда как при эстетическом суждении о прекрасном она находится в состоянии спокойного созерцания».

#### Понятие «гений» у Канта
В «Критике способности суждения» Иммануил Кант даёт определение гения в соответствии с его философской концепцией.
«Гений — это врождённая способность души (ingenium), посредством которой природа даёт искусству правила».
По Канту, прекрасное искусство есть такое искусство, которое одновременно представляется нам природой, также искусство является продуктом гения. Гений производит некую эстетическую идею, а идея, по Канту, это то, что-то, выходящее за пределы. Ответ на вопрос «на основании чего возможно производство эстетических идей?» находится в параграфах 49-50 «Критики способности суждения». Согласно Канту, рассудок, воображение и вкус могут быть присущи многим людям, в то время как дух присущ исключительно гению.
«Дух в эстетическом смысле — это оживляющий принцип в душе. То, посредством чего этот принцип оживляет душу, материал, который он для этого использует, есть то, что целесообразно приводит душевные способности в движение, то есть в такую игру, которая сама себя поддерживает и сама укрепляет необходимые для этого силы».
У гения, таким образом, становится свободным рассудок, гений становится свободным субъектом в производстве эстетических суждений.
Гений может существовать только в искусстве, в науке, по Канту, гениев нет. Наука представляется Канту знанием сугубо аккумулятивным, для которого не нужно обладать так называемым «духом» для совершения научного открытия, нужно изучить уже существующее знание и на основании этого делать новый шаг в науке.
Гений, по Канту, может производить исключительно шедевры. Таким образом, история искусства, по Канту, есть исключительно история шедевров.

### О человеке
Воззрения Канта на человека отражены в книге «Антропология с прагматической точки зрения» (1798). Главная её часть состоит из трёх разделов в соответствии с тремя способностями человека: познание, чувство удовольствия и неудовольствия, способность желать.
Человек — это «самый главный предмет в мире», так как у него есть самосознание.
Человек — это высшая ценность, это личность. Самосознание человека порождает эгоизм как природное свойство человека. Человек не проявляет его только тогда, когда рассматривает своё «Я» не как весь мир, а только как часть его. Нужно обуздывать эгоизм, контролировать разумом душевные проявления личности.
Человек может иметь неосознанные представления — «тёмные». Во мраке может протекать процесс рождения творческих идей, о которых человек может знать только на уровне ощущений.
Анализу Канта подверглось такое понятие, как гений. «Талант к изобретению называют
гением».
Существует мнение, что Кант иногда проявлял юдофобию.
Кант писал: «Sapere aude! — „Имей мужество пользоваться собственным умом!“ — таков… девиз Просвещения».

## Память

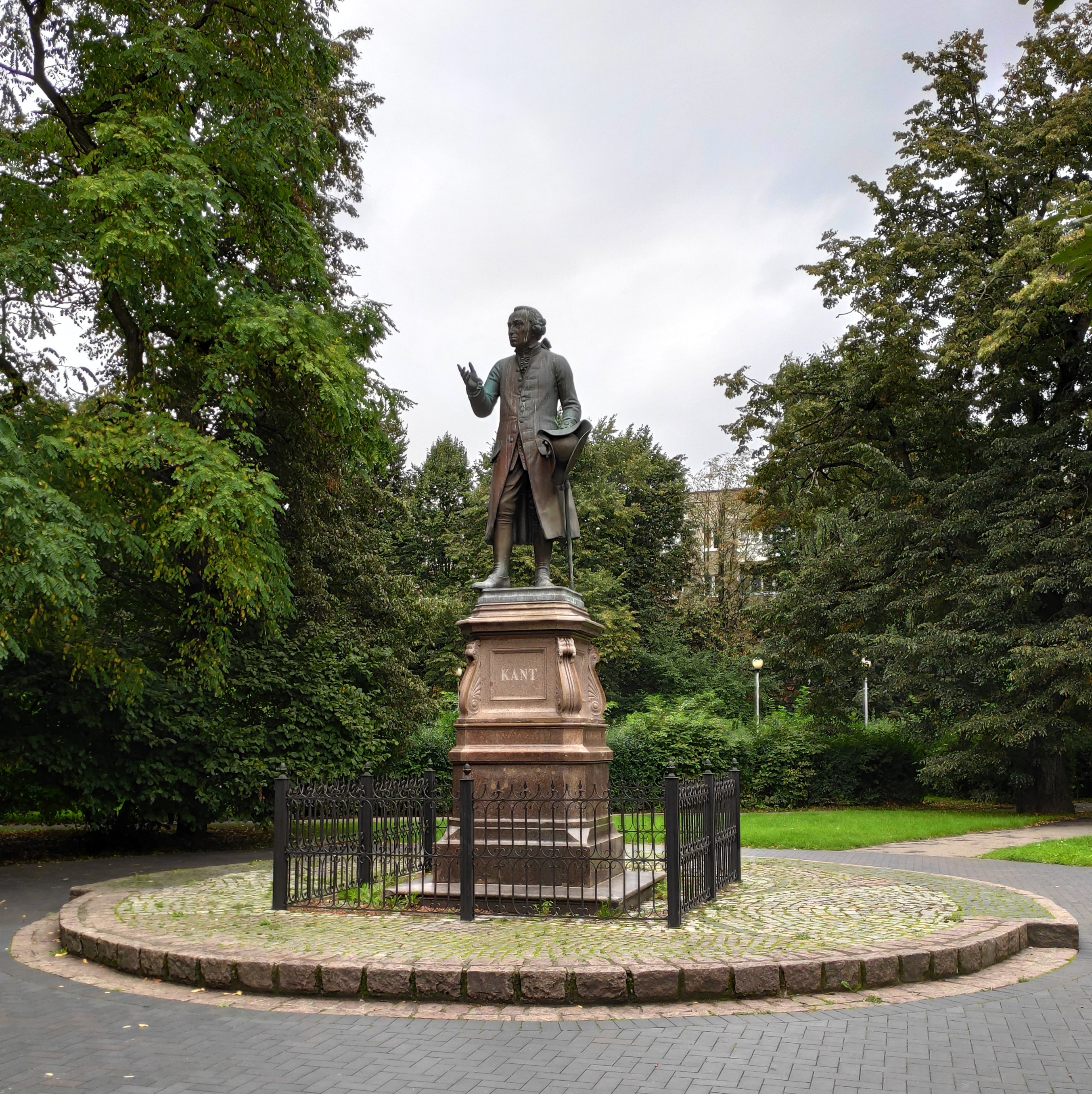
Памятник Канту в Калининграде

Самая первая попытка составить биографию Канта была предпринята ещё в 1769 году, когда философу было лишь 45 лет, задолго до написания им фундаментальных работ. Профессор истории К. Р. Хаузен, взявшийся за этот труд, писал Канту для уточнения фактов, но ответа не получил. Позже, в период с 1790 по 1802 год, были изданы три биографических очерка, на что Кант не среагировал. Уже после смерти философа Ф. Николовиус, издатель его последних сочинений, выпустил книгу, содержавшую сразу три дополняющие друг друга биографии, написанные учениками Канта. Л. Э. Боровский слушал ещё первые лекции магистра; Р. Б. Яхманн свою работу посвятил расцвету творчества Канта; Э. А. К. Васянский подробно рассказывает о последних годах и днях жизни.

### Место упокоения

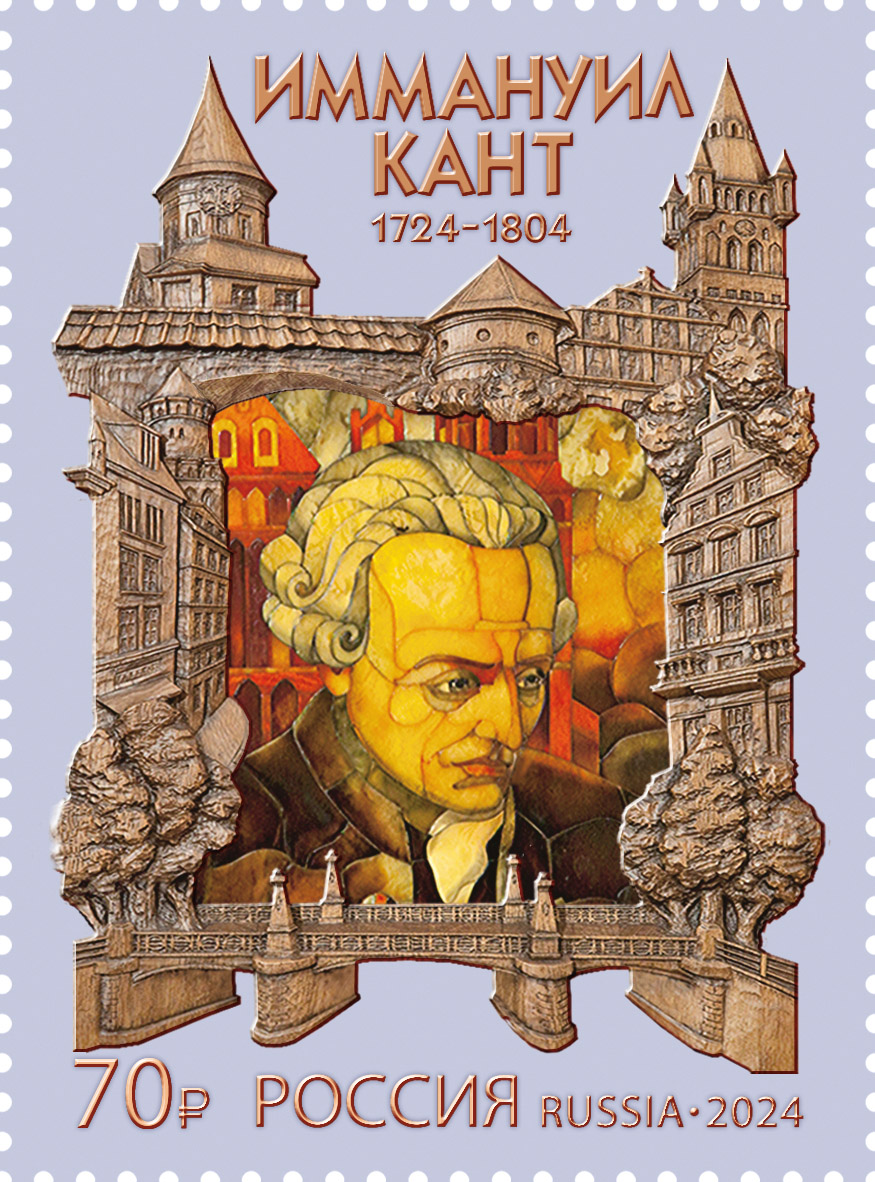
Почтовая марка России. 300 лет со дня рождения Иммануила Канта (1724—1804), философа

После Второй мировой войны могила философа была восстановлена и в дальнейшем охранялась советским государством. В начале 1947 года в газету «Известия» поступило анонимное письмо от некоего Любимова, выступившего в защиту усыпальницы, в которой покоится Кант. Копия письма была отослана в Правительство РСФСР. На заседании Калининградского городского комитета ВКП(б) в апреле 1947 года было вынесено решение по вопросу немецких памятников. Городское управление обязали осуществить разбор завалин и приведение территории близ могилы Иммануила Канта в надлежащий вид. К могиле на следующий день была приставлена охрана. Отдел агитации и пропаганды к 12 мая составил текст для мемориальной доски: «Имманиул Кант, 1724—1804. Крупный буржуазный философ-идеалист. Родился, безвыездно жил и умер в г. Кёнигсберге». В дальнейшем власти города также принимали участие в благоустройстве могилы Канта. Окончательный статус могилы был определён 24 февраля 1950, когда Совет министров РСФСР внёс могилу философа в список памятников культуры общесоюзного значения. Областное управление культуры 24 апреля 1954 года попросило заведующего городским похоронным бюро В. Т. Святцева возвести двухметровую ограду на могиле Иммануила Канта, а на стене сделать надпись «Могила Канта охраняется государством». Ремонт и благоустройство объекта было завершено к 1956 году.

### Участие в конкурсе «Великие имена России»
Имя Иммануила Канта после голосования граждан было занесено в список кандидатов конкурса Великие имена России, организованном в 2018 году для того, чтобы присвоить аэропортам России имена выдающихся деятелей. Среди конкурентов Канта были такие персоны, как Иван Баграмян, Михаил Богданович Барклай-де-Толли, императрица Елизавета Петровна и прочие. Имя Канта в списках вызвало негодование у Игоря Мухаметшина, вице-адмирала ВМФ Российской Федерации, который назвал Иммануила Канта «предателем родины». 
Все говорят Кант, Кант, философ, там ещё чего-то — это человек, который предал свою родину, который унижался и на коленях ползал, чтобы ему дали кафедру, понимаете, в университете — чтобы он там преподавал, писал какие-то непонятные книги, которые никто из здесь стоящих не читал и никогда читать не будет.Игорь Мухаметшин
 Игорь Мухаметшин призвал подчинённых, а также их родственников голосовать «против» фигуры Иммануила Канта. Аналогичным образом выступил депутат Государственной Думы от Республики Татарстан Марат Бариев. По мнению Бариева, «скандальная» ситуация вокруг фигурирующего в списках имени Иммануила Канта «оскорбляет ветеранов Великой Отечественной войны». Он аргументирует это тем, что Канта «нельзя назвать соотечественником» (также Кант считал русских врагами Пруссии, см. выше ). Ночью 27 ноября 2018 года памятник Канту подвергся нападению вандалов. Рядом с облитой краской статуей философа были разбросаны листовки с призывом срывать таблички, посвящённые Канту. Подобной атаке подверглись могила и мемориальная табличка на Ленинском проспекте города Калининграда. Кант некоторое время уверенно лидировал в голосовании, но в конечном счёте первенство досталось Елизавете Петровне.

### Увековечение памяти
Музей Канта, посвящённый жизни и творчеству философа, размещается в здании Кафедрального собора.
В 2005 году Калининградский государственный университет был переименован в федеральное государственное образовательное учреждение высшего профессионального образования «Российский государственный университет имени Иммануила Канта». С 2010 года — Балтийский федеральный университет имени Иммануила Канта. При университете имеется кабинет-музей Иммануила Канта.
Музей Канта имеется и в отреставрированном доме протестантского пастора Даниэля Андерша в поселке Веселовка (до 1945 года — поселение Юдтшен), где в 1747—1751 годах Иммануил Кант служил домашним учителем детей пастора. Музей располагается в объекте культурного наследия регионального значения "Ансамбль «Усадьба пастора прихода Юдшен, связанная с жизнью и деятельностью философа Иммануила Канта, XVIII—XIX вв.», действует также как площадка для семинаров, лекториев и других тематических мероприятий.

### 300-летний юбилей (2024)
Президент России Владимир Путин 20 мая 2021 года подписал указ о праздновании 300-летнего юбилея философа Иммануила Канта, назначив мероприятию федеральный уровень. По словам ректора БФУ им. И. Канта А. Федорова, это празднование в университете заранее называют «чемпионатом мира по философии». Запланирована «философская олимпиада» — Международный Кантовский конгресс, а также фестиваль, с различными конкурсными мероприятиями, кинопроектами, новыми экскурсионными программами и арт-событиями.
Так как юбилею сопутствовало широкое освещение в СМИ, стало появляться много недостоверного контента, связанного с именем Канта. В частности, философу чаще стали приписывать популярные цитаты, принадлежащие другим людям или вообще являющиеся фейками. К таковым можно отнести высказывание Николая Карамзина «Дайте человеку всё, чего он желает, и в ту же минуту он почувствует, что это всё — не есть всё», которое часто вкладывают в уста Канту.

## Ошибка с портретом

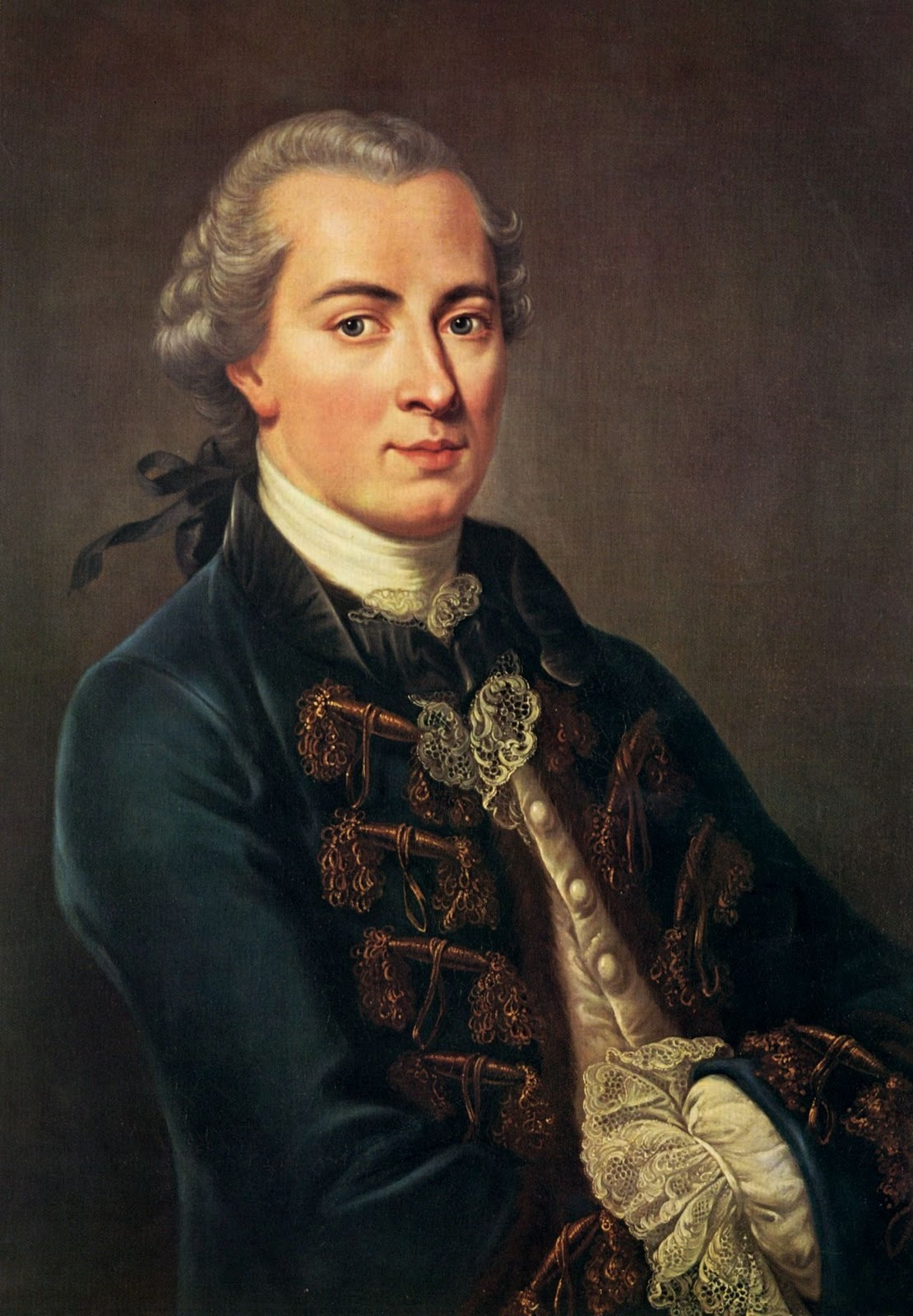
Портрет Фридриха Генриха Якоби

Существует широко распространённое заблуждение, когда под видом портрета Иммануила Канта даётся портрет философа Фридриха Генриха Якоби кисти Иоганна Христиана фон Манлиха. Эта ошибка сопутствует не только интернет-публикациям, но и некоторым официальным изданиям. Так, в России под портретом Якоби были неоднократно опубликованы как сочинения самого философа, так и его биографии. Например, «Критика чистого разума», биография Канта, за авторством Манфреда Кюна, «Жизнь и учение Канта» и многие другие. Сопутствует эта ошибка и иностранным изданиям, связанным с философом. Комичности ситуации добавляет и тот факт, что Якоби был последовательным критиком Канта, полемизируя с идеями философа.

## Сочинения
- Критика чистого разума
- Пролегомены ко всякой будущей метафизике
- Критика практического разума
- Основы метафизики нравственности
- Критика способности суждения
- Антропология с прагматической точки зрения
- Akademieausgabe von Immanuel Kants Gesammelten Werken (нем.)

### Русские издания
- Иммануил Кант. Классические космогонические гипотезы. Сборник оригинальных работ. — 1923
- Иммануил Кант. Сочинения в шести томах. Том 1. — М., 1963, 543 с (Философское наследие, Т. 4)
- Иммануил Кант. Сочинения в шести томах. Том 2. — М., 1964, 510 с (Философское наследие, Т. 5)
- Иммануил Кант. Сочинения в шести томах. Том 3. — М., 1964, 799 с (Философское наследие, Т. 6)
- Иммануил Кант. Сочинения в шести томах. Том 4, часть 1. — М., 1965, 544 с (Философское наследие, Т. 14)
- Иммануил Кант. Сочинения в шести томах. Том 4, часть 2. — М., 1965, 478 с (Философское наследие, Т. 15)
- Иммануил Кант. Сочинения в шести томах. Том 5. — М., 1966, 564 с (Философское наследие, Т. 16)
- Иммануил Кант. Сочинения в шести томах. Том 6. — М., 1966, 743 с (Философское наследие, Т. 17)
- Иммануил Кант. Трактаты и письма. — М.: «Наука», 1980, 710 с. (Памятники философской мысли)
- Иммануил Кант. Критика чистого разума. — М., 1994, 574 с (Философское наследие, Т. 118)
- Иммануил Кант. Собрание сочинений в 8 томах. — Издательство: ЧОРО, 1994 г. — ISBN 5-8497-0001-3, ISBN 5-8497-0002-1, ISBN 5-8497-0003-X, ISBN 5-8497-0004-8, ISBN 5-8497-0005-6, ISBN 5-8497-0006-4, ISBN 5-8497-0007-2, ISBN 5-8497-0008-0.
- Иммануил Кант. Лекции по этике. — М.: Республика, 2000. — 431 с.
- Иммануил Кант. Критика чистого разума / Пер. с нем. Н. Лосского сверен и отредактирован Ц. Г. Арзаканяном и М. И. Иткиным; Примеч. Ц. Г. Арзаканяна. — М.: Эксмо, 2007. — 736 с. — ISBN 5-699-14702-0
- Иммануил Кант. Критика чистого разума / (Пер. с нем.; предисл. И. Евлампиева). — М.: Эксмо; СПб.:Мидгард, 2007. — 1120 с. — (Гиганты мысли) — ISBN 5-91016-017-4
- Иммануил Кант. Лекции о философском учении о религии / И. Кант; пер. с нем. Л. Э. Крыштоп. — М.: Канон+, 2016. — 384 с. — ISBN 978-5-88373-004-6
- Иммануил Кант. Об огне. Магистерская диссертация / (Пер. с лат. С. В. Лугового) // Кантовский сборник. — 2019. — Том. 38. — № 2. — с. 73-95